# I C U (Music to Read To)
I C U (Music to Read To) (también conocido como I C U: Music To Read To) es la segunda banda sonora de la cantante Poppy. Esta banda sonora fue producida específicamente para que sea escuchado mientras se lee su novela gráfica Genesis 1.
Hubo dos formas de obtener el álbum, una era por medio de un vinil que venia incluido en la novela gráfica de Poppy Genesis 1, el mismo libro contiene un código QR que, cuando escaneado, llevaba a un link de descarga gratis para el álbum en el Bandcamp de Poppy.

## Lista de canciones
| I C U (Music to Read To) |                  |          |  |
| N.º                      | Título           | Duración |  |
| 1.                       | «Circulate»      | 3:00     |  |
| 2.                       | «Centralize»     | 3:56     |  |
| 3.                       | «Astriction»     | 3:06     |  |
| 4.                       | «Thermometer»    | 3:41     |  |
| 5.                       | «The Factory»    | 2:38     |  |
| 6.                       | «Make It Happen» | 4:03     |  |
| 7.                       | «Vehement»       | 2:33     |  |
| 22:57                    |                  |          |  |